# Charles Tillinghast James
Charles Tillinghast James, född 15 september 1805 i West Greenwich, Rhode Island, död 17 oktober 1862 i en explosion i Sag Harbor, New York, var en amerikansk demokratisk politiker och ingenjör. Han representerade delstaten Rhode Island i USA:s senat 1851–1857.
James gjorde en framgångsrik karriär som ingenjör. Han var verksam inom tillverkningen av ångmaskinsdrivna kvarnar. Förutom för kvarnar blev han känd för sina innovationer inom vapentillverkningen.
James efterträdde 1851 Albert C. Greene som senator för Rhode Island. Han kandiderade inte till omval efter en mandatperiod i senaten och efterträddes 1857 av James F. Simmons.
James återvände till arbetet som ingenjör efter den politiska karriären. Han omkom 1862 i en olycka i Sag Harbor då en kanongranat som han experimenterade med exploderade.